# فرودگاه بین‌المللی بلینگهم
فرودگاه بین‌المللی بلینگهم (به انگلیسی: Bellingham International Airport) یک فرودگاه همگانی باربری با کد یاتا BLI است که یک باند فرود آسفالت دارد و طول باند آن ۲۰۴۲ متر است. این فرودگاه در شهر بلینگهام، واشینگتن کشور ایالات متحده آمریکا قرار دارد و در ارتفاع ۵۱٫۸ متری از سطح دریا واقع شده‌است.

## شرکت‌های هواپیمایی و مقصدهای پروازی

### مسافری
| شرکت‌های هواپیمایی                    | مقصدهای پروازی                                              |
| ------------------------------------ | ----------------------------------------------------------- |
| آلاسکا ایرلاینز                      | فصلی: کاهولوی، کونا، سیاتل-تاکوما                           |
| آلاسکا ایرلاینز اجرا توسط هوریزن ایر | پورتلند، سیاتل-تاکوما                                       |
| الیجنت ایر                           | مک‌کاران، لس‌آنجلس، اوکلند، پام اسپرینگز، فینکس-مسا، سن دیه‌گو |
| سن خوان ایرلاینز                     | جزیره اورکاس، بندر جمعه، جزیره لوپز                         |
| Sun Country Airlines                 | چارتر: Numerous locations                                   |

San Juan Airlines merged with Northwest Sky Ferries in 2009. This merged airline offers scheduled and charter flights from Bellingham to the San Juan Islands in Washington, Seattle, Tacoma, Port Angeles, Olympia, and British Columbia. San Juan Airlines also serves Bellingham; offering scheduled and charter flights to the San Juan Islands and British Columbia. Northwest Sky Ferry and San Juan airlines offer prop aircraft service with سسنا 206, 207 and 182 airplanes.

### باری
| شرکت‌های هواپیمایی | مقصدهای پروازی |
| ----------------- | -------------- |
| Ameriflight       | صحرایی بویینگ  |
| فدکس اکسپرس       | سیاتل-تاکوما   |